# 江门港
江門港，港口代碼CNJMN，位於粵港澳大灣區西岸及南海沿岸（建設在江門市境內的碼頭），廣東省江門市內，江门市拥有广东省第二大內河港。崖门水道为珠三角八大出海口之一。大部份港口位於西江河段，西江干流廣東段重要的港口，南海沿岸建有山咀港等。遍布市內各区。主要包括有江門、新會、台山及鶴山等。江门市拥有漫长的海岸线，台山的沿海具备开发大型深水港码头的自然条件。有国家一类港口新会港及台山廣海港，將來更以台山廣海灣为主(依据十四五規劃)。

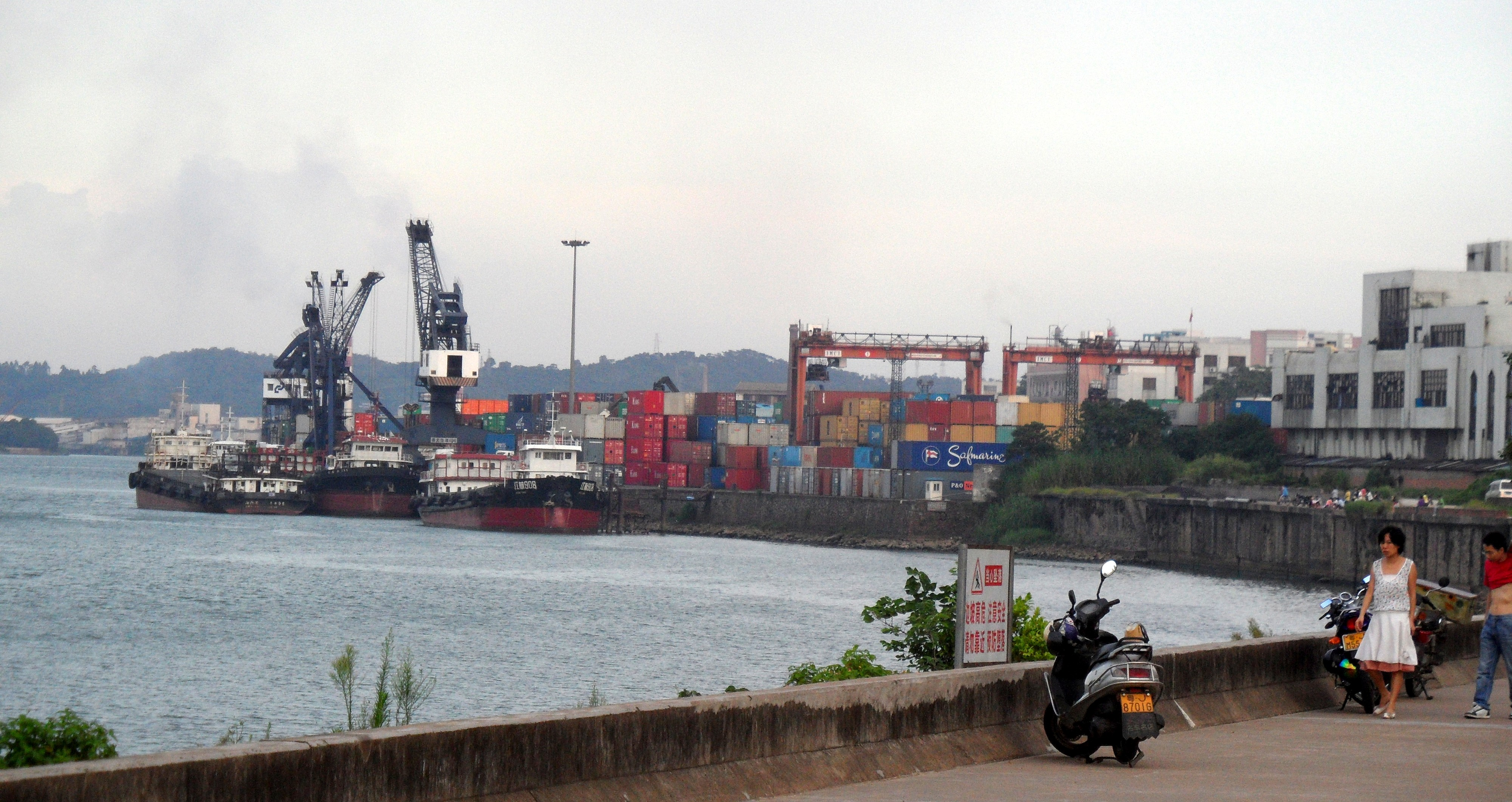
江门港

## 概述
清光緒二十八年（1902年）9月5日，根據《中英續議通商行船條約》開放為通商口岸。1904年，江門設立海關，成為中國沿海重要的對外通商口岸，此时的江门已是广东外贸“八大关”之一。
民国1924年9月6日，陈宜禧获时任广东军政府大元帅的孙中山亲笔任命——“派陈宜禧为筹办铜鼓商埠委员”。（今天的广海湾港区）。（ 选自《台山历史文化集》）
中华人民共和国成立后，江門市主要港口分布有江門港、新會港、鶴山港、台山港等。昔日江門港一般是指狹義的江門港口：蓬江區高沙港及江海區外海港澳碼頭。
江門高沙港位於西江河段江門潮連大橋下游1km處，距離香港99海里，可通過西江、北江、珠江三角洲内河港口及香港深圳等國際大港，是珠三角重要的對外貿易港口之一，也是江门地区历史最悠久、设备最齐全的集装箱码头。1995年江門高沙港的營運企業江门国际货柜码头有限公司是和记港口集团有限公司（和记港口）及江门市城建集团有限公司的合资公司。
江門外海港澳碼頭位於西江河段江門外海大橋下游1.5km處，是江門歷史最悠久的客運口岸。該碼頭于1997年6月13日建成投入使用，并由江門北街迁址于此。江門外海港澳碼頭的營運企業是江门市港澳客运联营有限公司，運營綫路：江門-香港、江門-虎門-香港機場（接駁運送）。
2019年，江門港口貨物吞吐量14405.4萬噸，旅客運送量728.9萬人次。
2020年，經國務院和地方各部門協調，广海湾深水港一期工程正式破土动工。投資7億，建設中为停泊10萬吨級，國家一级碼頭。同時与之相关的鶴台鐵路(江門北站至廣海灣)正在規劃中。黄茅海通道正在建設中。
2020年12月30日，江门高新港-高新区公共码头(主城江海作业区)投入落成调试。这是华南地区首个內河智慧码头。
2021年4月23日，满载货物的“江航982”轮缓缓靠泊在江门高新港公共码头（首期），5分钟内完成入境边防检查，标志着江门高新港正式投入运营。

## 港口列表
- 主城港区

主城港区主要有高沙作业区、高新區公共码头、外海外贸码头、甘化厂码头、港澳客运码头、江门市发电厂燃油码头等。
- 新會港區

新会港区主要分布在銀洲湖一帶有西河口作业区和天马作业区(深水港)。
- 广海湾港区

广海湾港区，大广海湾经济区的核心地带之一，包括分布在本市南端广海湾、铜鼓湾和上、下川岛的码头泊位。有广海作业区和广海鱼塘作业区。另外，中油星光万吨级泊位和腰古 500 吨级泊位也已建成投入使用。
- 开平港区

开平港主要码头有三埠客货运合营公司码头、粮油食品进出口公司码头、一运集团公司码头。
- 恩平港区

恩平港區码头建在镇海湾内。
- 鹤山港区

鹤山港区主要分布有鹤山口岸客货运码头、东坡面粉厂码头、造纸厂码头、近年新建的南方实业公司油码头。
- 台山港区

台山港区主要是指公益港。